# Enzyme malolactique
L' enzyme malolactique est une enzyme capable de transformer l’acide malique en acide lactique, notamment lors de la fermentation malolactique en œnologie.

## Caractéristiques
- structure en dimère ou tétramère, ses sous-unités font 60 kDa[1].
- inductible en présence de malate.
- inhibition de son action par les acides carboxyliques, l'alcool, et les polyphénols.
- localisation dans le cytoplasme des bactéries.
- pH optimum de fonctionnement : pH = 5,9[2].

Ces caractéristiques de fonctionnement ne font pas toujours du vin un milieu optimal (présence d'alcool, présence de polyphénols, …), mais l'enzyme y est cependant efficace, car le pH de la bactérie lactique se situe autour de pH=6,0, la différence avec le pH du vin (pH=3 à 4) activant un flux protonique vers la bactérie, ce qui lui permet d'y trouver une source d'énergie sous forme d'ATP.